# Xysticus pseudobliteus
Xysticus pseudobliteus là một loài nhện trong họ Thomisidae.
Loài này thuộc chi Xysticus. Xysticus pseudobliteus được Eugène Simon miêu tả năm 1880.